# Кудлина
Кудлина — річка в Україні, у Бахмутському районі Донецької області. Ліва притока Середньої Ступки (басейн Дону).

## Опис
Довжина річки приблизно 6,17 км, найкоротша відстань між витоком і гирлом — 5,80  км, коефіцієнт звивистості річки — 1,07 . Річка формується 1 загатою.

## Розташування
Бере початок у селі Оріхово-Василівка. Тече переважно на південний схід через Дубово-Василівку і у селі Берхівка впадає у річку Середню Ступку, ліву притоку Бахмутки.
Населені пункти вздовж берегової смуги: Григорівка, Богданівка.

## Цікавий факт
- Неподалік від лівого берега річки пролягає євроавтошлях E40М03.